# 第二代彭布罗克伯爵理查·德·克莱尔
第二代彭布罗克伯爵理查·德·克莱尔（英語： 1130年—1176年4月20日），又名理查·费兹吉伯特（英語：Richard FitzGilbert）或强弓手（英語：Strongbow），盎格鲁—诺曼贵族，爱尔兰首席政法官，伦斯特领主，曾领导了诺曼征服爱尔兰。他的儿子死前未婚，爵位通过女儿伊莎贝尔传给了他的女婿。